# 青木勇
青木 勇（あおき いさむ、1934年（昭和9年）11月16日 - ）は、日本の政治家。元東京都葛飾区長。旭日小綬章受章。

## 経歴
福岡市出身。1961年（昭和36年）中央大学法学部を卒業し、葛飾区役所に奉職。葛飾区第三出張所長、企画室副主幹、厚生部国民年金課長、教育委員会事務局学務課長、選挙管理委員会事務局長、企画部企画課長、企画部予算課長、企画部主幹、企画部長、総務部長を経て、1991年（平成3年）厚生部長および助役に就任。1993年（平成5年）葛飾区長に当選した。

## 栄典
2014年 春の叙勲で旭日小綬章を受章